# Regionalwahl in Sardinien 1984
Die Regionalwahl in Sardinien 1984 fand am 24. Juni statt. Gewählt wurden 80 Abgeordnete zum Regionalrat.
Der Präsident und die Mitglieder des Regionalausschusses (Giunta regionale) wurden vom Regionalrat aus den Reihen seiner Mitglieder gewählt.

## Liste der Präsidenten
Präsident des Regionalausschusses während der IX. Legislaturperiode (1984–1989): Mario Melis (PSd’Az).

## Wahlergebnis
| Listen | Listen                                          | Stimmen | %    | Mandate |
| ------ | ----------------------------------------------- | ------- | ---- | ------- |
|        | Democrazia Cristiana                            | 316.980 | 32,0 | 27      |
|        | Partito Comunista Italiano                      | 285.387 | 28,8 | 24      |
|        | Partito Sardo d’Azione                          | 136.720 | 13,8 | 12      |
|        | Partito Socialista Italiano                     | 100.435 | 10,1 | 8       |
|        | Partito Socialista Democratico Italiano         | 43.046  | 4,3  | 4       |
|        | PLI – PRI                                       | 39.580  | 4,0  | 3       |
|        | Movimento Sociale Italiano – Destra Nazionale   | 39.091  | 3,9  | 3       |
|        | Partito Radicale – Partito Nazionale Pensionati | 14.244  | 1,4  | −       |
|        | Democrazia Proletaria                           | 9.348   | 0,9  | −       |
|        | Paris                                           | 6.279   | 0,6  | −       |
| Gesamt | Gesamt                                          | 991.020 | 100  | 81      |